# Зеф Љуш Марку
Зеф Љуш Марку (алб. Zef Lush Marku; Призрен, април 1885 — Ђаковица, 2. децембар 1920) био је комунистички револуционар и прва жртва „белог терора” у Југославији.

## Биографија
Рођен је априла 1885. у Призрену. У родном месту завршио је основну школу и два разреда гимназије, а потом је прешао у Скопље. Тамо је најпре радио као радник у Државном монополу, а после ослобођења од Турака, 1912. у Српско-француској банци. Тих година ступио је у раднички покрет и постао један од главних активиста за ширење социјалистичких идеја.
Члан Социјалистичке радничке партије Југославије (комуниста), односно Комунистичке партије Југославије (КПЈ), био је од њеног оснивања, априла 1919. године. Као делегат Обласног већа КПЈ за Скопље, 19. новембра 1920. дошао је у Ђаковицу, да тамошњој партијској организацији помогне у вршењу агитације за предстојеће изборе за Уставотворну скупштину, који су одржани 28. новембра 1920. године. Убрзо након завршетка избора, ухапшен је и у ђаковичком затвору убијен у ноћи 2/3. децембра. Након његовог убиства, КПЈ је организовала протесте и демонстрације у Скопљу и Београду.
Убијен је као прва жртва „белог терора” у Краљевини СХС, који је још јаче уследио после доношења „Обзнане”, децембра 1920. и Закона о заштити државе, августа 1921. године. Његово име носи гимназија у Скопљу.